# Dragocvet
Dragocvet (cyr. Драгоцвет) – wieś w Serbii, w okręgu pomorawskim, w mieście Jagodina. W 2011 roku liczyła 1147 mieszkańców.